# Джон ДіЮліо
Джон Джей ДіЮліо-молодший (англ. John J. DiIulio Jr., народився в 1958) — американський політолог. В даний час він працює професором політичної партії Фредерік Фокс, політиком, а також професором політології Університету Пенсільванії.

### Кар'єра
Раніше Джон працював першим директором Відділу ізоляції віри та громадських ініціатив Білого дому під час президента Джорджа Буша з початку 2001 року по серпень 2001 року. Він був першим старшим радником Буша, який подав у відставку, і його перейшов на посаду Джим Тоуі. У листі, написаному трохи більше року після відставки (що пізніше було надруковано в Esquire), він писав, що, хоча «Президент Буш дуже вдала особа з величезною особистою порядністю», його правлячий стиль дозволив певним працівникам називати "Морбері Макіавеллі ", щоб керувати законодавчими ініціативами або пропозиціями щодо політики, наскільки це можливо ". Наприкінці 2008 року та на початку 2009 року ДіЮліо консультувався з командою переходу президента Барака Обами щодо реорганізації ініціативи Білого дому на основі віри.
ДіЮліо був автором численних досліджень з питань злочинності, уряду та зв'язків між релігією та державною політикою. Він також є співавтором широко використовуваного підручника американського уряду з Джеймсом Q. Wilson, який був переглянутий видавцем та колегією ради після виявлення фактичних неточностей та тверджень консервативного упередження щодо таких питань, як глобальне потепління, шкільна молитва, і веселі права. Серед тих, хто критикував цей підручник, був Джеймс Е. Хансен, директор Інституту космічних досліджень Годдарда НАСА, який написав видавцеві, що в книзі містяться "велика кількість явно помилкових заяв, які викликають помилкове враження, що наукові докази глобального потепління є сумнівним та невизначеним ".
Йому також належить зарахувати або, принаймні, популяризувати термін і поняття «суперподатників» у зв'язку з насильницьким злочином серед неповнолітніх на початку 1990-х років . Під цією концепцією ДіЮліо та співавтори Вільям Дж. Беннетт та Джон П. Уолтерс згадували про молодість Америки як «радикально імпульсивні і жорстоко негідні юнаки …»
За цією ідеологією ДіЮліо прогнозував, що злочинність серед неповнолітніх збільшиться утричі до 2010 року. Це швидко створило культуру страху перед молодими людьми. Наступні роки призвели до зміни присудження неповнолітніх; що призведе до того, що багато випадків неповнолітніх розглядаються за стандартами вироків для дорослих. За даними Управління у справах неповнолітніх та правоохоронних органів, з 1994 по 2011 роки вбивства, вчинені неповнолітніми, скоротилися на дві третини . ДіЮліо та інші дослідники стверджували, що неповнолітня злочинність не підкоряється; однак, дослідження показали, що злочин на ювенальній основі почав знижуватися на початку до середини 90-х років. У 2012 році ДіЮліо був одним з авторів короткого письма до Верховного суду. Незабаром після того, як в інтерв'ю ретро-звіту ДіЮліо заявив: «як тільки це було там, його не було».
Він був визнаний у 2010 році двома нагородами: Меморіальною премією ім. Іра Абрамса та Премією Ліндбака за видатне вчення, за досконалість у викладачів та викладацьку діяльність .

### Вибрана бібліографія
- ДіЮліо, молодший, Джон Дж. (2005), «Моя чорна проблема злочинності, і наша», в Габбідон, Шон Л .; Тейлор Грін, Хелен, Гонка, злочинність і справедливість: читач, Нью-Йорк: Routledge, с. 73-85, ISBN 9780415947077.
- Список політичних призначень Сполучених Штатів, що перейшли партійними лініями